# Секс — партијски непријатељ бр. 1
Секс — партијски непријатељ бр. 1 је југословенски филм из 1990. године. Режију је урадио Душан Сабо, а сценарио је писао Емир Генгић.